# Râul Moceriș
Râul Moceriș este un curs de apă, afluent al râului Nera. 